# Décembre 1777

## Événements
- 5 - 8 décembre : bataille de White Marsh.
- 9 décembre : création à Paris du Mont-de-piété, organisme de prêts sur gages.
- 16 décembre : la Virginie est le premier État à ratifier les Articles de la Confédération[1].
- 17 décembre : Vergennes promet à Franklin la reconnaissance par la France des États-Unis[2].
- 19 décembre : l’armée de George Washington prend ses quartiers d'hiver à Valley Forge (Pennsylvanie).
- 20 décembre : le Maroc est le premier pays à reconnaitre de facto l'indépendance des États-Unis d'Amérique[3].
  - Le sultan Mohammed III du Maroc annonce que tous les navires battant pavillon américain pourrait entrer librement dans les ports marocains, reconnaissant implicitement l'indépendance des Treize Colonies américaines[4].
- 24 décembre : le sous-marin américain Turtle de David Bushnell fait sauter le Maidstone, navire amiral britannique.
- 25 décembre : James Cook découvre l'île Christmas[5].

## Naissances
- 4 décembre : Mme Julie Récamier, salonnière, femme de lettres († 11 mai 1849).
- 15 décembre : Agostino Aglio, lithographe, graveur et peintre italien († 30 janvier 1857).

## Décès
- Dolly Pentreath, dernière locutrice courante de la langue cornique.
- 7 décembre : Albrecht von Haller (né en 1708), anatomiste et physiologiste suisse.
- 12 décembre : Albrecht von Haller, savant suisse (botanique, médecine, chirurgie) (Berne, 1708-1777).
- 21 décembre : Ferdinando Mingarelli, savant théologien italien, né en 1724
- 30 décembre : Maximilien III Joseph de Bavière.